# Clemens Perger
Aloys Clemens Perger (meist Clemens Perger; * 19. November 1816 in Münster; † 11. Juni 1910 ebenda) war ein deutscher römisch-katholischer Theologe, Lehrer und Politiker (Zentrum).

## Leben
Nach dem Abitur am Gymnasium Paulinum studierte Perger an der Akademischen Lehranstalt seiner Heimatstadt und den Universitäten von Berlin und Löwen Philologie und Katholische Theologie und promovierte 1838 mit einer mathematischen Arbeit in Berlin zum Dr. phil. Anschließend war Perger als Hilfslehrer an seinem ehemaligen Gymnasium sowie als (allerdings anonymer) Übersetzer aus dem Französischen und als Hauslehrer einer Adelsfamilie bei Brüssel tätig. Mit deren Söhnen reiste Perger 1846 erneut nach Löwen und besuchte dort theologische Lehrveranstaltungen.
Danach trat Clemens Perger in das Priesterseminar in Münster ein und empfing 1847 die Priesterweihe für das Bistum Münster. Er war dann zwei Jahre lang nochmals Lehrer am Gymnasium Paulinum und 1849 kurzzeitig der erste Präses des neu gegründeten Collegium Ludgerianum in Münster.
Im selben Jahr wurde Perger von seinem Bischof Johann Georg Müller zum Gründungsrektor des Collegium Augustinianum Gaesdonck ernannt, dessen überregionalen Ruf er mitbegründete. Zu seinen Schülern dort zählten der heilige Arnold Janssen, die nachmaligen Bischöfe Hermann Jakob Dingelstad, Johannes (John) Janssen, Adolf Fritzen, Felix Kardinal von Hartmann und Heinrich Joeppen, die Theologen Joseph Bautz und Peter Hüls, der Historiker und Theologe Robert Scholten, die Politiker Aloys Fritzen, Karl Fritzen und Julius Heveling, der Kartograf Alphons J. van der Grinten sowie der Schriftsteller Hermann Wette. 1873 wurde die bischöfliche Schule auf Grund von Bismarcks sogenanntem „Kulturkampf“ geschlossen.
Perger engagierte sich daraufhin politisch und wurde als Mitglied der Zentrumspartei 1874 – nur ein Jahr nach Schließung seiner Schule – Abgeordneter des Kreises Kempen für das Preußische Abgeordnetenhaus und zudem 1877 Reichstagsabgeordneter für den Wahlkreis Düsseldorf 6 (Kleve und Geldern); beide Mandate legte er 1892 nieder. Parallel zu seiner politischen Tätigkeit wurde Perger 1884 von Bischof Johannes Bernhard Brinkmann zum Domkapitular und 1903 von seinem ehemaligen Schüler Bischof Hermann Jakob Dingelstad zum Domdechanten des Bistums Münster ernannt.
Clemens Perger starb 1910 in seiner Heimatstadt als infulierter, das heißt zum Tragen einer Mitra berechtigter Prälat.

## Rezeption
Eine literarisierte Darstellung Pergers findet sich in den Gaisfurt-Passagen des zweiten Bandes von Hermann Wettes Roman Krauskopf (Vom Knaben zum Jüngling, Leipzig: Grunow 1904).
Der Maler und Graphiker Hermann Teuber hat während seiner Lehrtätigkeit in Gaesdonck (1948–1950) ein Porträtgemälde Pergers geschaffen, das sich bis heute im Besitz des Collegium Augustinianum befindet.

## Werke
- De curva catenaria sphaerica parabolica. Reimer, Berlin 1838. (Phil. Diss.)
- Commentarii in Horatium. I.-III. In: Collegium Augustinianum Gaesdonck: Bericht über das Schuljahr 1868–69, womit zu der am Freitag dem 27. August stattfindenden öffentlichen Prüfung und Preisevertheilung ehrerbietigst einladet der Rektor des Collegiums Dr. Perger. Startz, Cleve, S. 1–16. (Online-Version)

## Übersetzungen
- Die ernsten Stunden eines Jünglings. Aus dem Französischen. Deiters, Münster 1843.

- Neuauflage mit Nennung von Verfasser und Übersetzer:

Charles Sainte-Foi: Die ernsten Stunden eines Jünglings. Nach dem Französischen des Charles Sainte-Foi übersetzt von Aloys Clemens Perger. 2., durchgesehene Aufl., Aschendorff, Münster 1862.
- Timon [= Louis Marie de Lahaye de Cormenin]: Feuer! Feuer! Nach der sechsten Ausgabe übersetzt durch G. R. [= Clemens Perger.] Nebst einer erläuternden Einleitung und einigen Anmerkungen für deutsche Leser. Theissing, Münster 1845.[5]